# Bataille de Sidi-Brahim
Pour les articles homonymes, voir Brahim (homonymie) et Sidi Brahim.
 (décembre 2015).
Si vous disposez d'ouvrages ou d'articles de référence ou si vous connaissez des sites web de qualité traitant du thème abordé ici, merci de compléter l'article en donnant les références utiles à sa vérifiabilité et en les liant à la section « Notes et références ».
 (mars 2025).
La mise en forme du texte ne suit pas les recommandations de Wikipédia : il faut le « wikifier ».
Les points d'amélioration suivants sont les cas les plus fréquents. Le détail des points à revoir est peut-être précisé sur la page de discussion.
- Les titres sont pré-formatés par le logiciel. Ils ne sont ni en capitales, ni en gras.
- Le texte ne doit pas être écrit en capitales (les noms de famille non plus), ni en gras, ni en italique, ni en « petit »…
- Le gras n'est utilisé que pour surligner le titre de l'article dans l'introduction, une seule fois.
- L'italique est rarement utilisé : mots en langue étrangère, titres d'œuvres, noms de bateaux, etc.
- Les citations ne sont pas en italique mais en corps de texte normal. Elles sont entourées par des guillemets français : « et ».
- Les listes à puces sont à éviter, des paragraphes rédigés étant largement préférés. Les tableaux sont à réserver à la présentation de données structurées (résultats, etc.).
- Les appels de note de bas de page (petits chiffres en exposant, introduits par l'outil «  Source ») sont à placer entre la fin de phrase et le point final[comme ça].
- Les liens internes (vers d'autres articles de Wikipédia) sont à choisir avec parcimonie. Créez des liens vers des articles approfondissant le sujet. Les termes génériques sans rapport avec le sujet sont à éviter, ainsi que les répétitions de liens vers un même terme.
- Les liens externes sont à placer uniquement dans une section « Liens externes », à la fin de l'article. Ces liens sont à choisir avec parcimonie suivant les règles définies. Si un lien sert de source à l'article, son insertion dans le texte est à faire par les notes de bas de page.
- La présentation des références doit suivre les conventions bibliographiques. Il est recommandé d'utiliser les modèles {{Ouvrage}}, {{Chapitre}}, {{Article}}, {{Lien web}} et/ou {{Bibliographie}}. Le mode d'édition visuel peut mettre en forme automatiquement les références.
- Insérer une infobox (cadre d'informations à droite) n'est pas obligatoire pour parachever la mise en page.

Pour une aide détaillée, merci de consulter Aide:Wikification.
Si vous pensez que ces points ont été résolus, vous pouvez retirer ce bandeau et améliorer la mise en forme d'un autre article.
Conquête de l'Algérie
La bataille de Sidi-Brahim s'est déroulée en Algérie du 23 au 26 septembre 1845 entre les troupes françaises et celles d'Abd El Kader. Elle dure trois jours et trois nuits et se solde par une victoire d'Abd El Kader.

## Contexte politico-militaire

### Un affrontement continu entre la France et Abd El Kader
Quinze ans après la capitulation de Hussein Dey et la fin de la Régence d'Alger en 1830, les combats de Sidi-Brahim s'inscrivent dans la série d' affrontements militaires réguliers, de plus ou moins grande ampleur, entre la France et Abd El Kader (1808-1883), proclamé sultan (il préféra le titre d'émir)  le 22 novembre 1832 par une assemblée des tribus après que son père Mahieddine eût déclaré le djihad, la guerre sainte, contre les envahisseurs français. Considéré comme un chef politique et militaire de premier ordre, l'émir constitua une armée organisée de 8 000 fantassins, 2 000 cavaliers et 240 artilleurs. Il commence par s'imposer en juillet 1834 contre l’agha des Douair, Mustapha ben Ismaël dont il défait les troupes près de Tlemcen, à Meharaz. En juin 1835, il inflige de lourdes pertes aux troupes du général Trézel à la Macta, près de Mostaganem ; à la fin de 1835 et au début de 1836, l’expédition commandée par le gouverneur général, le maréchal Clauzel, n’a pu tirer aucun succès de l’occupation temporaire de Mascara et de Tlemcen.

### La détermination du maréchal Bugeaud
Deux séries d'événements importants précèdent les combats de Sidi-Brahim et permettent de comprendre le contexte de guerre permanente qui ne cesse qu'en 1847 avec la reddition de l'émir :
- le 30 mai 1837, le général Bugeaud, alors lieutenant-général des Armées en Algérie et Abd El Kader signent le traité de la Tafna par lequel la France reconnaît à l'émir une relative souveraineté sur l'Ouest de l'Algérie. Mais, en novembre 1839, l'émir envahit la Mitidja[7] et en 1840 il appelle de nouveau les musulmans à la guerre sainte contre les envahisseurs chrétiens[8]. Devenu gouverneur général de l'Algérie en juillet 1841, le général Bugeaud annonce sa volonté de soumettre l'Algérie tout entière et entame une guerre totale.
- le 16 mai 1843, avec 600 cavaliers (les chasseurs d'Afrique du Lt-Colonel Morris) et les zouaves , le duc d'Aumale, fils du roi Louis-Philippe, s'empare de la smala (capitale itinérante) de l'émir, forte de 20 000 personnes et 5 000 combattants[9], installée à Taguine.

Abd El Kader, absent lors de l'assaut, se replie dans les confins algéro-marocains pour échapper aux colonnes françaises désormais lancées à sa recherche et qui accentuent leur pression sur lui : le 24 août 1843, le général de Lamoricière s'empare de son camp, le même scénario se reproduit le 12 septembre avec la colonne Géry, puis à nouveau avec Lamoricière le 22 septembre et le 6 novembre avec le général Tempoure. Le 14 août 1844, les troupes du sultan du Maroc Moulay Abd er-Rahman sont battues à la bataille d'Isly. Privé du soutien actif du sultan mais libre de circuler sur son territoire, Abd el-Kader pourra continuer depuis le Maroc de longs mois encore de déclencher diverses insurrections qui conduiront notamment au sacrifice des chasseurs à pied à Sidi-Brahim, puis à sa reddition en 1847.

### Les circonstances du déclenchement de l'opération

#### Tensions à la frontière algéro-marocaine
Depuis la prise de la smala en mai 1843, la situation à la frontière algéro-marocaine était très tendue du fait de la présence d'Abd El Kader dans ce secteur et aussi en raison de la pression mise par le gouvernement britannique sur le sultan du Maroc pour résister aux ambitions de la France en Algérie. Cela conduisit le général Bugeaud à prendre la tête d'une colonne qui arriva le 12 juin 1844 à Lalla-Maghnia, où avait été signé en mars un traité fixant les limites de la frontière entre l'Algérie et le Maroc, et poursuivi sa route jusqu'à Oujda, au Maroc qu'elle occupa et d'où elle s'élança pour remporter la bataille de l'Isly le 16 août 1844.
À l'occasion de cette campagne, le général Bugeaud avait installé le 25 juin un poste militaire à Djemaa el Ghazaouet, petit village côtier à une trentaine de kilomètres de la frontière marocaine. D'abord confié à la garde des guerriers kabyles, il fut renforcé rapidement et placé en avril 1845 sous les ordres d'un officier réputé pour son énergie et son courage, Lucien de Montagnac (1803-1845) promu quelques semaines plus tôt, le 10 mars 1845, au grade de lieutenant-colonel au 15e Léger. À partir d'août 1845, la garnison fut sur le qui-vive et obligée de faire plusieurs sorties tant l'agitation des tribus était forte.

#### Pas de vagues sur la frontière
Les consignes du gouvernement du maréchal Soult étaient claires, il ne souhaitait pas d'embrasement à la frontière marocaine. La consigne était à la « vigilance » comme l'avait rappelé en décembre 1844 le ministre à Lamoricière, commandant la place d'Oran, en se félicitant de la désignation du maréchal de camp Eugène Cavaignac à la tête de la subdivision de Tlemcen : « J’ai vu avec plaisir que vous aviez établi le maréchal de camp Cavaignac à Tlemcen. Sa présence et son activité intelligente me rassurent complètement sur la défense de cette frontière. Je vous prie de le lui témoigner. ».
Lamoricière avait recommandé à Cavaignac beaucoup d’attention et de prudence en surveillant spécialement la ligne allant de Lalla-Maghnia à Djemaa el Ghazaouet en évitant toute pointe vers l’ouest.
En avril 1845, le maréchal Bugeaud s'était déplacé à Djemma-Ghazaouet, pour faire « sentir avec force, combien il pouvait être dangereux d’aller livrer des combats au dehors, ainsi qu’il en manifestait l’intention. ». Dans un courrier du 20 septembre 1845, Cavaignac rappela à Montagnac, de redoubler de surveillance et lui confirma l’ordre expressément donné par Bugeaud et renouvelé par Lamoricière, qui lui interdisait d’effectuer une opération à l’extérieur de la place.
Cette lettre fut interprétée par Montagnac comme un reproche à son encontre et, de nature impulsive, il en conçut une vive irritation, d'autant que, selon le Général Paul Azan, ses relations avec Cavaignac étaient mauvaises car il ne le trouvait pas assez ferme.

### L'emballement fatal
Outre cette correspondance mal interprétée, Montagnac se trouva sous la pression de plusieurs événements qui précipitèrent sa décision.
Fin août-début septembre, il devint évident que l'émir avait quitté son camp sur la rive gauche de la Moulouïa pour rentrer en Algérie, faire annoncer dans les montagnes des Trara révoltées et dans la vallée de la Tafna son arrivée prochaine et ainsi gagner les tribus à sa cause.
Le 10 septembre, Montagnac partit même en reconnaissance du côté de Sidi-Brahim, accompagné du Commandant Courby de Cognord et du lieutenant de Saint-Alphonse avec une escorte d'une soixantaine de hussards. Mais la mission ne remarqua rien de particulier.

#### L'offensive du général Cavaignac
De son côté, averti des déplacements d'Abd El Kader, le général Cavaignac sortit de Tlemcen et se porta sur la rive gauche de la rivière, avec une petite colonne composée du 2e Bataillon de zouaves, de deux bataillons du 15e Léger, d’un bataillon et de deux compagnies d’élite du 41e de ligne, de deux escadrons du 2e Chasseurs d’Afrique et d’un escadron du 2e Hussards, avec deux sections d’artillerie de montagne et cinquante sapeurs.
Toute l’infanterie ne comptait que 1340 baïonnettes et la cavalerie 300 chevaux. En avant, à Lalla-Maghnia, se trouvait le lieutenant-colonel de Barral du 41e, avec le 10e Bataillon de chasseurs, un bataillon du 15e Léger, deux escadrons du 4e Chasseurs d’Afrique et deux obusiers de montagne ; « mais, (écrivait le général Cavaignac à la date du 21 septembre,) l’effectif de cette colonne est si faible, vu l’état sanitaire des troupes, que je ne pourrai l’engager dans le pays des Trara qu’après que je serai maître de ses crêtes. J’aurai alors environ 1 800 hommes, qui me suffiront pour cerner le pays et y frapper un coup décisif, si j’y trouve une résistance sérieuse. »
Du 22 au 24 septembre, le général ne cessa pas de combattre.
Dans la nuit du 24, précédée par le 15e Léger, la colonne Cavaignac remonte l'oued Hamman et, conformément à son objectif initial, occupe les points hauts, notamment la position forte de Bal El Nar.
Informé à deux heures du matin des combats de Sidi-Brahim et sans nouvelle de Barral, le général, lui-même légèrement blessé et privé du commandant du 2e Zouave, tué dans les combats, préfère se replier sur Lalla-Maghnia.

#### La sortie prématurée du lieutenant-colonel de Montagnac
Le 19 septembre au soir, le caïd de la tribu des Souhalias, Mohammed Ben Trari, qui avait la confiance du colonel, était venu lui demander sa protection en raison du projet d'Abd El Kader de razzier sa tribu. Montagnac avait ordonné une reconnaissance, mais n'avait pas bougé.
Le 21, la demande du caïd se faisant plus pressante, Montagnac quitte Djemma-Ghazaouet vers 22 heures avec la majeure partie de la garnison dont il laisse la garde au capitaine du génie Coffyn (qui dispose de 130 chasseurs, 20 hussards et une cinquantaine d'éclopés de diverses unités).
Le détachement Montagnac est composé :
- de deux pelotons du 2e Hussards (66 cavaliers), placés sous le commandement du Cdt Courby de Cognord, du capitaine Genty de Saint-Alphonse et du sous-lieutenant Klein,
- de cinq compagnies du 8e Chasseurs (346 chasseurs et carabiniers), placés sous les ordres du Cdt Froment-Coste et du capitaine Dutertre, adjudant-major. (2e cie : Cne Burgard; 3e Cie : S-Lt Larrazet; 6e Cie : Cne de Chargère; 7e Cie : Lt de Raymond; 8e Cie -carabiniers- Cne de Géreaux et Lt de Chappedelaine),
- d'un chirurgien Rozagutti et d'un interprète Lévy,
- de douze bêtes de somme et de leurs conducteurs, six jours de vivres, soixante cartouches par homme sans réserve de munitions.

Cette sortie prématurée, contraire à toutes les instructions reçues, empêcha Montagnac de prendre connaissance en temps voulu des derniers ordres de mouvement envoyés par le Lieutenant-Colonel de Barral, dont la colonne, arrivée à Lalla-Maghnia le 21, s'était dirigée immédiatement vers Nédromah par le col de Bab El Thaza.
De là, Barral avait envoyé le capitaine de Jonquières, avec un peloton de Chasseurs d'Afrique, vers Djemma-Ghazaouet pour donner instruction à Montagnac de se porter sans délai sur Nédromah. Lorsque l'ordre parvint enfin à Montagnac le 23 au matin, il se trouvait plus à l'ouest, déjà au contact des troupes d'Abd El Kader et il fit savoir à Barral qu'il allait engager le combat.
L'objectif de Montagnac était de défendre les Souhalia et les Djebala et d'empêcher l’émir de faire la jonction avec les Ghossels, réfugiés dans les Traras où tout le monde prenait les armes en sa faveur.
Toute précipitée et contraire aux ordres qu'elle fut, la décision de Montagnac n'était pas sans fondement.

## Déroulement de la bataille

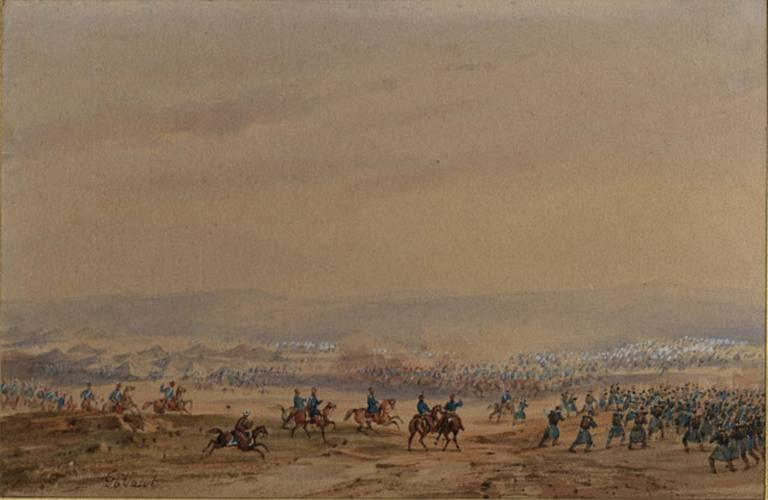
Épisode des guerres d Afrique: Sidi Brahim par Gaspard Gobaut.

Sorti le dimanche 21 septembre 1845 à 22 heures de sa garnison de Djemma-Ghazaouet, le détachement du Lieutenant-Colonel de Montagnac marcha jusqu'à deux heures du matin avant de s’arrêter au bord de l'oued Taouli où il campa jusque vers 11 heures.
Il se déplaça ensuite de moins d'une dizaine de kilomètres (deux lieues) pour s'établir au bord de l'oued Tarnana.
Dès le début de l'après-midi du lundi 22, des cavaliers ennemis apparurent sur les hauteurs et les premiers coup de feu furent échangés avec les avant-postes et les patrouilles de reconnaissance.
La nuit les mulets restent bâtés, on s'attend au combat.

### L'échec des charges de hussards
Le mardi 23 au matin, les avant-postes ennemis s'étaient rapprochés à moins d'un kilomètre et les crêtes du Djebel Kerhour s'étaient couvertes de 6 à 700 cavaliers.
À 9 heures, Montagnac, avec le Cdt Courby de Cognord prit la tête des deux pelotons de hussards et des 3e, 6e et 7e compagnies de chasseurs pour se porter au-devant de l'ennemi. La progression dans les ravins était difficile et les chevaux étaient tenus à la bride.
Pour disperser les cavaliers ennemis postés sur les hauteurs, Montagnac lance les deux pelotons de hussards à leur poursuite. La manœuvre est effectuée avec vivacité, au point que les pelotons s'isolent de l'infanterie.
Le 1er peloton de hussards conduit par le Capitaine de Saint-Alphonse lance la charge, inflige des pertes et repousse l'ennemi, composé d'une centaine de cavaliers, sur une lieue environ, mais subit lui aussi des pertes sévères, assailli par plus de 200 cavaliers postés sur leur flanc.
Puis il succombe sous l'assaut dans une effroyable mêlée : Saint-Alphonse est tué d'un coup de pistolet à bout portant et seuls huit hussards parviennent à rejoindre le reste du détachement.
Au moment de lancer la charge pour contenir l'assaut, appuyés sur les compagnies de chasseurs qui les avaient rejoints au pas de course, Montagnac et Courby de Cognord, à la tête du 2e peloton, sont littéralement submergés par des ennemis de plus en plus nombreux.
Le Lieutenant Klein est tué d'entrée.

### Premier combat en carré: mort de Montagnac
Montagnac fait former le carré, il est dans les premiers mortellement touchés et, laissant le commandement à Courby de Cognord, il lance à ses hommes : « Enfants, laissez-moi ! Mon compte est réglé, défendez-vous jusqu'au bout ! ».
Le carré se bat pendant plus de trois heures, le capitaine de Chargère et le lieutenant de Raymond sont tués, le sous-lieutenant Larrazet et le commandant de Cognord sont faits prisonniers.
Le carré compte moins de 80 hommes à ce moment et résiste encore deux heures aux milliers d'assaillants. Les munitions s'épuisent et le combat se termine à l'arme blanche.
Ce n'est que lorsqu'ils sont réduits à dix hommes que leurs ennemis peuvent s'en emparer.

### Anéantissement de la colonne de secours Froment-Coste
Pendant cette lutte, le Commandant Froment-Coste s'était porté au secours des combattants, avec la 2e compagnie de chasseurs et une section de carabiniers aux ordres du Sergent Bernard.
Mais sa colonne fut attaquée en chemin par plusieurs centaines de cavaliers, ce qui l’empêcha de se joindre aux restes des trois compagnies de Chasseurs.
Il réussit à forcer le chemin à la baïonnette et fit former le carré sur un piton rocheux. Le Commandant est tué dans les premiers, ainsi que le Capitaine Burgard.
Le Capitaine Dutertre reprend le commandement et insuffle un regain de vigueur à la petite troupe assaillie de toutes parts.
Blessé à trois reprises, il est finalement fait prisonnier, ainsi que l'Adjudant Thomas qui exhorte ses hommes à ne pas se rendre.
Isolée sur son piton, la section de carabinier est à son tour submergée et poussée au fond du douar Taffit où elle est anéantie.
La colonne Montagnac a perdu 250 hommes et 90 sont faits prisonniers, tous blessés. Seuls, deux chasseurs parviennent à s'échapper et à prévenir le Lieutenant-Colonel de Barral du désastre.

### Échec de la colonne de secours Géreaux
Pendant ce dernier combat, les hussards Davanne puis Nathaly avaient rejoint le camp et prévenu des événements tragiques le capitaine de Géreaux qui forma un dernier détachement avec ses maigres réserves pour aller porter secours au commandant Froment-Costes.
Il réunit, avec le Lieutenant de Chappedelaine, quelque 80 hommes (ses carabiniers, la garde aux troupeaux composée d'une escouade de la 3e compagnie, les muletiers et la grand'garde composée de deux escouades de la 3e compagnie, commandée par le caporal Lavayssière qui fut le seul à revenir de ces combats avec son arme).
À peine sorti du camp, le détachement est bloqué au bout de quelques centaines de mètres par un ennemi très supérieur en nombre.
Géreaux fait charger à la baïonnette, et après trois heures de combat parvient à la kouba du marabout de Sidi-Brahim, distant de moins d'un kilomètre et gardé par une trentaine d'hommes rapidement bousculés. 
Gereaux et Chappedelaine sont grièvement blessés.

### Sidi Brahim

#### Les sommations d'Abd El Kader
La défense s'organise derrière des murs d'un mètre de haut environ. Une vingtaine d'hommes est postée sur chaque face du bâtiment qui est cerné par les troupes d'Abd El Khader.
Une première sommation de se rendre est faite en contrepartie de la vie sauve pour les prisonniers. Les assiégés répondent « Vive le Roi. »
Une deuxième tentative est faite par l'envoi du capitaine Dutertre à qui Abd El Kader a promis de couper la tête s'il échoue à convaincre ses soldats.
Dutertre salue Géreaux et s'écrie « Chasseurs, on va me couper la tête si vous ne vous rendez pas et moi je vous ordonne de mourir jusqu'au dernier plutôt que de vous rendre ! ».
Dutertre sera décapité à son retour.
Une nouvelle offensive est lancée contre la kouba, encore une fois repoussée par les carabiniers. Abd El Kader dicte à l'adjudant Thomas une lettre dans laquelle il menace une nouvelle fois d'éliminer les prisonniers.
Géreaux fait répondre que « les prisonniers sont sous la garde de Dieu et qu'il attend l'ennemi de pied ferme. »
L'assaut reprend immédiatement et les assaillants se rapprochent à ce point du réduit qu'ils envoient des pierres en guise de projectiles. La nuit met fin au combat.

#### Le blocus
La matinée du mercredi 24 septembre débute par une attaque d'une extrême virulence qui échoue une fois encore. La cavalerie de l’émir est partie à la poursuite de la colonne de Barral qui se replie sur Lalla-Maghnia et il ne reste que l'infanterie.
Abd El Kader se rend compte qu'il ne parviendra pas à prendre d'assaut le bâtiment, il préfère l'assiéger.
Vers 15h l'ordre de la retraite est donné par Abd El Kader, il ne reste que trois postes de 150 hommes chacun pour assurer le blocus.
À l'intérieur de la kouba, la faim mais surtout la soif se font cruellement sentir. Les chasseurs boivent leur urine mélangée à de l'absinthe.
Le jeudi 25 septembre à l'aube, une nouvelle offensive est déclenchée par l'ennemi dans un corps-à-corps éprouvant dont les Français prennent encore le dessus.
Le blocus se resserre, les chasseurs se rendent compte qu'à défaut de mourir les armes à la main, ils vont mourir de privations.

#### La sortie réussie mais tragique des chasseurs
En conséquence, le vendredi 26, ils décident de tenter une percée. À 7 heures, officiers en tête, ils attaquent et franchissent un poste ennemi qu'ils dispersent à la baïonnette.
Sous l'effet de surprise, les chasseurs progressent d'abord sans rencontrer de résistance sous la conduite du caporal Lavayssiere. Mais, progressivement ils font l'objet d'escarmouche dans les villages : ils perdent un homme à Aïn-Selem, trois à Tient, et harassés sont obligés de faire une première pause.
Enfin, lorsque Djemma-Ghazaouet est en vue, il leur faut traverser l'oued Melah et le grand ravin de Djemma au fond duquel coule un filet d'eau claire. Les chasseurs se précipitent au fond du ravin malgré les mises en garde de leur capitaine et un flux d'ennemis converge et se forme devant eux sur la route de Djemma-Ghazaouet, les forçant de nouveau à se frayer un chemin à la baïonnette au prix de pertes sévères, dont le lieutenant de Chappedelaine.
À ce moment, il reste encore une quarantaine de chasseurs formés en deux carrés. Mais, à leur tour, Géreaux et le médecin Rozagutti tombent, mortellement touchés.
Un seul carré subsiste, et après s'être dit adieu, les derniers chasseurs s'élancent sous le commandement du caporal Lavayssière et forcent le passage. Cinq hommes se retrouvent autour de lui, qui est le seul à avoir conservé son arme.
Un détachement du 2e chasseurs d'Afrique, commandé par le capitaine Corty est venu au secours de la colonne. Il n'a pu sauver les soixante hommes regroupés autour de Géreaux, mais seulement 15 rescapés dont deux mourront en arrivant à Djemma-Ghazaouet.
On peut voir une stèle pour les 150 ans des combats de Sidi-Brahim en l'honneur du 8e bataillon des chasseurs à pied et à la mémoire du chasseur Gabriel Leger à la cascade du saut de Gouloux (Nièvre).

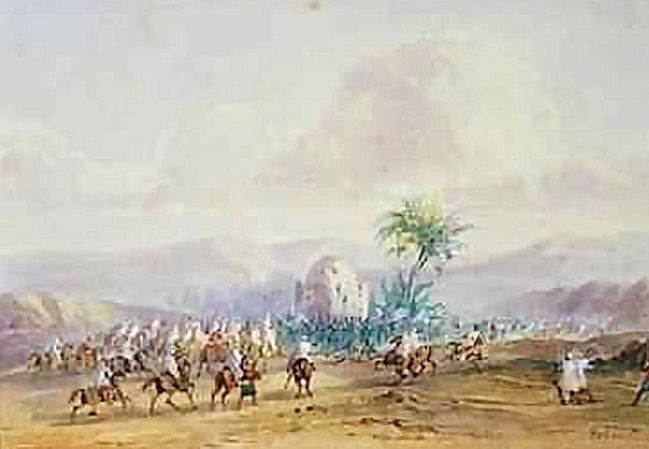
La bataille de Sidi Brahim selon Gaspard Gobaut.

## Postérité

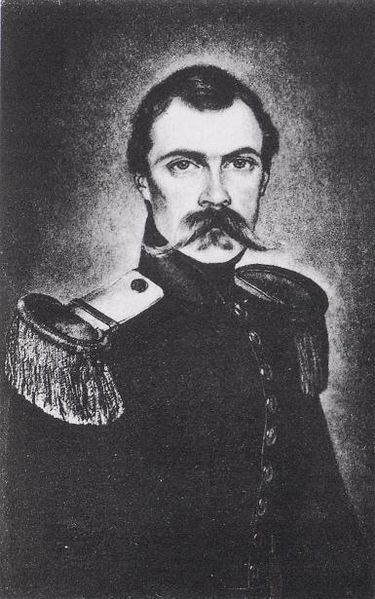
Autoportrait du colonel Montagnac tué pendant la bataille.

Fait de bravoure extrême, la bataille reste dans la mémoire des chasseurs à pied et donne son nom au 8e bataillon de chasseurs à pied, dit bataillon de Sidi-Brahim.
Elle est inscrite sur le drapeau des chasseurs. Toutefois, selon l'historien engagé Gilles Manceron, on se garda bien de dire que les soldats « y avaient été conduits de manière assez inconsidérée » par le colonel de Montagnac « dont les écrits fourmillent, sans aucun remords, du récit des nombreux crimes de guerre dont il se vante ».
Les restes des soldats tués à Sidi-Brahim furent rassemblés à Djemmaa Ghazaouet dans le « Tombeau des Braves » puis déposés au musée des Chasseurs, au vieux fort de Vincennes en 1965.
Un monument aux morts de Sidi-Brahim fut érigé à Oran en 1898, œuvre du sculpteur français Jules Dalou. Ce monument, destiné à disparaître en 1965, fut récupéré, en partie, par la ville de Périssac en Gironde et un nouveau monument reconstruit.
L'expression « faire Sidi-Brahim » est devenue un symbole chez les chasseurs. Dans les Vosges, en juin 1915, la 6e compagnie du 7e bataillon de chasseurs alpins tient les pentes de l'Hilsenfirst pendant plusieurs jours et, manquant de munitions, se bat avec des pierres et repousse l'attaque allemande.
Les chasseurs y gagnent le surnom de « diables bleus », qui est encore utilisé de nos jours.
L'insigne du 7e bataillon de chasseurs alpins est un diable dans un cor de chasse : le cor représente les chasseurs et le diable représente le 7e BCA et leur Sidi-Brahim.
Le 23 juillet 1944, lors d'une bataille à Valchevrière dans le Vercors, l'adjudant-chef Abel Chabal, de la 2e compagnie du 6e Bataillon de Chasseurs Alpins (promu lieutenant à titre posthume), émit ce dernier message : « Sommes cernés, allons faire Sidi Brahim. » Il est enterré à la nécropole nationale de Saint-Nizier-du-Moucherotte, dans le Vercors.
À Paris, la rue Sidi-Brahim rappelle le souvenir de cette bataille.
La 28e promotion de Saint-Cyr (1844-1846) est baptisée « Promotion de Djemmah ».